# تاریخ ایرانیان در آفریقا
تاریخ ایرانیان در آفریقا اشاره به دودمان‌ها و حکومت‌های تشکیل شده با تبار ایرانی در آفریقا دارد.

## مصر

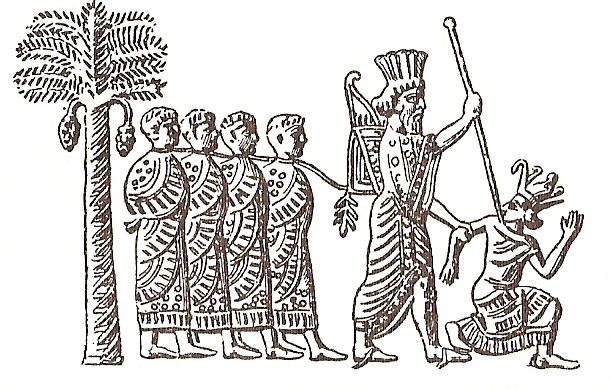
کمبوجیه دوم، پسامتیخ سوم را به اسارت درمی‌آورد.

مصر کشوری قدرتمند با سابقه تمدنی کهن در شمال شرقی آفریقا قرار دارد که به دلیل ثروت فراوان، از اهداف ایرانیان برای تسخیر بوده‌است.
مصر به‌طور مستقیم دوبار توسط شاهنشاهی هخامنشی به رهبری کمبوجیه دوم و اردشیر سوم فتح شده بود و به مدت دو سده از ساتراپ‌های هخامنشیان به‌شمار می‌رفت. نام مصر به همراه تمدن‌های اطرافش مانند لیبی و اتیوپی در کتیبه داریوش بزرگ و سنگ نگاره پیشکش آوران تخت جمشید ثبت شده‌است.
پس از فتح شاهنشاهی هخامنشی به دست اسکندر مقدونی، مصر بخشی از امپراتوری اسکندر شد. پس از مرگ اسکندر و تجزیه دولت کوتاه مدت او در نتیجه جنگ‌های دیادوخوی، مصر به یکی از سرداران اسکندر، بطلیموس یکم رسید و او امپراتوری بطلمیوسی را پایه‌گذاری کرد و موجب دور ماندن ایرانیان از مصر شد. با ظهور امپراتوری روم و بعدها بیزانس بار دگر تسخیر مصر به تعویق افتاد. اما در زمان شاهنشاهی ساسانی و با ظهور خسروپرویز که سودای رساندن مرزهای شاهنشاهی به مرزهای هخامنشیان را داشت، با طرح‌های جاه‌طلبانه خود مصر را ضمیمه قلمرو ایران کرد.
پس از تسخیر مصر و لیبی توسط ساسانیان، شهرآلان‌یوزان در یک دوره و شهربراز در دو دوره استاندار مصر بوده و بر آن حکومت کردند. دوره حکومت ساسانیان بر مصر هنگامی به پایان رسید که شهربراز با امپراتور بیزانس، هراکلیوس متحد شد، به این صورت که هراکلیوس به شهربراز وعده تخت شاهنشاهی ساسانی را داد و در ازای آن شهربراز مصر را تحویل بیزانس دهد. اما در نهایت شهربراز به دست بزرگان ساسانی کشته شد.
پس از حمله اعراب به ایران و اسلامی شدن ایران، مصر دیگر هرگز به‌طور مستقیم توسط ایران فتح نشد؛ اما دودمان‌هایی ایرانی بودند که خارج ایران و به‌طور مستقل حکومت‌هایی در مصر پایه‌گذاری کردند. یکی از این حکومت‌ها، حکومت ایوبیان بود.
ایوبیان، دودمانی کردتبار مسلمان و سنی مذهب بود که صلاح‌الدین ایوبی به مرکزیت مصر بنیاد گذاشت. این سلسله در طول قرون ۱۲ و ۱۳ میلادی بر بخش عظیمی از خاورمیانه حکم می‌راند. این سلسله پس از دودمان فاطمیان و زنگیان به حکومت رسید و دست به فتوحات گسترده‌ای در سراسر خاورمیانه زد. سرانجام صلاح‌الدین با شکست پادشاهی اورشلیم در جنگ حطین سرزمین مقدس را ضمیمه خاک ایوبیان کرد.
آنها همچنین یمن، حجاز، شرق عربستان، بخش‌هایی از میان‌رودان، شمال آفریقا و شهرهایی مانند مکه و مدینه را تحت سلطه خود درآوردند.

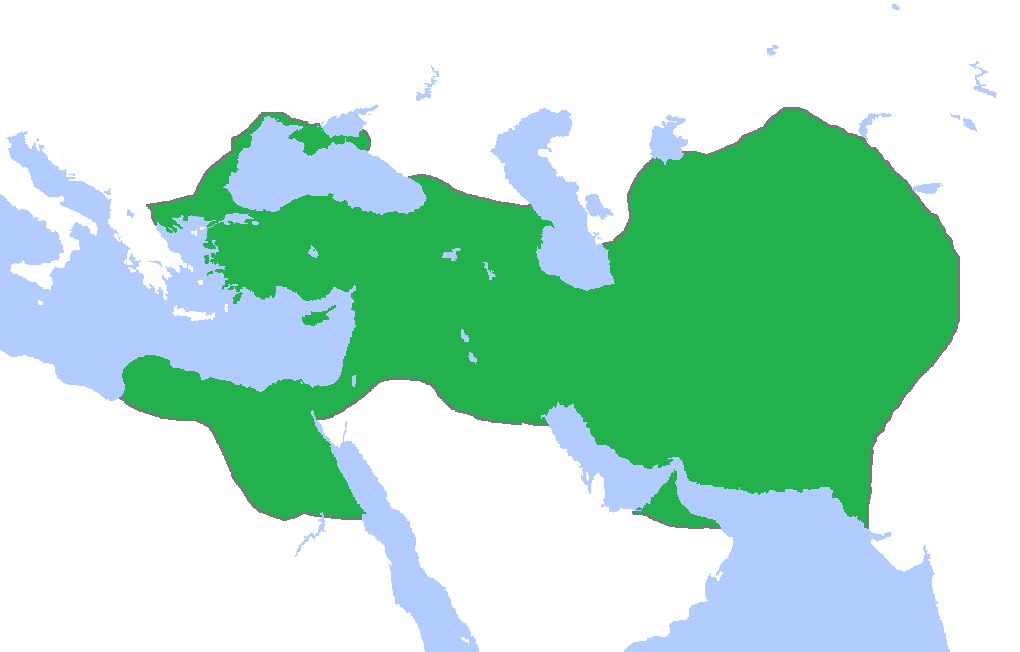
شاهنشاهی هخامنشی در زمان داریوش بزرگ

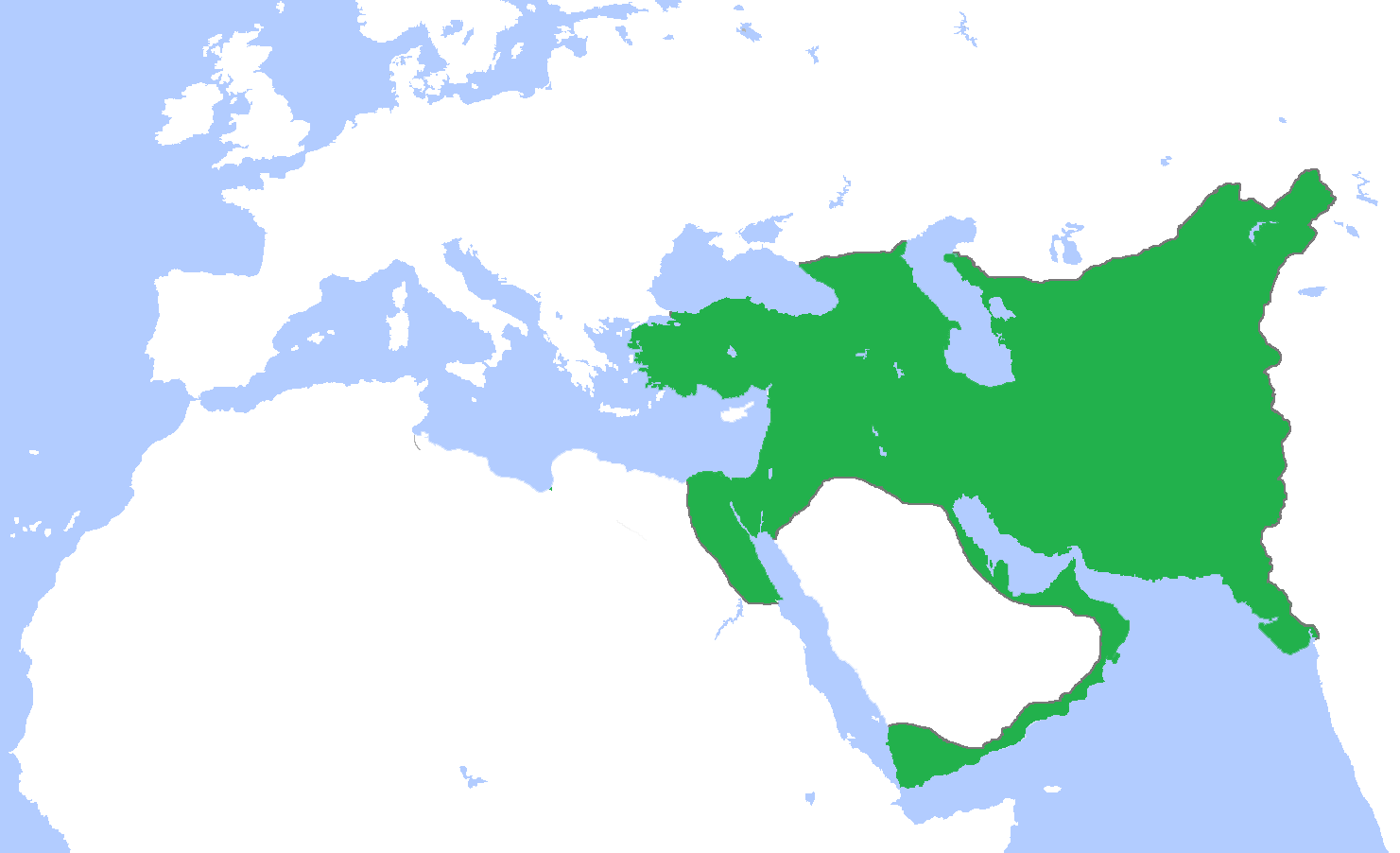
شاهنشاهی ساسانی در زمان خسروپرویز

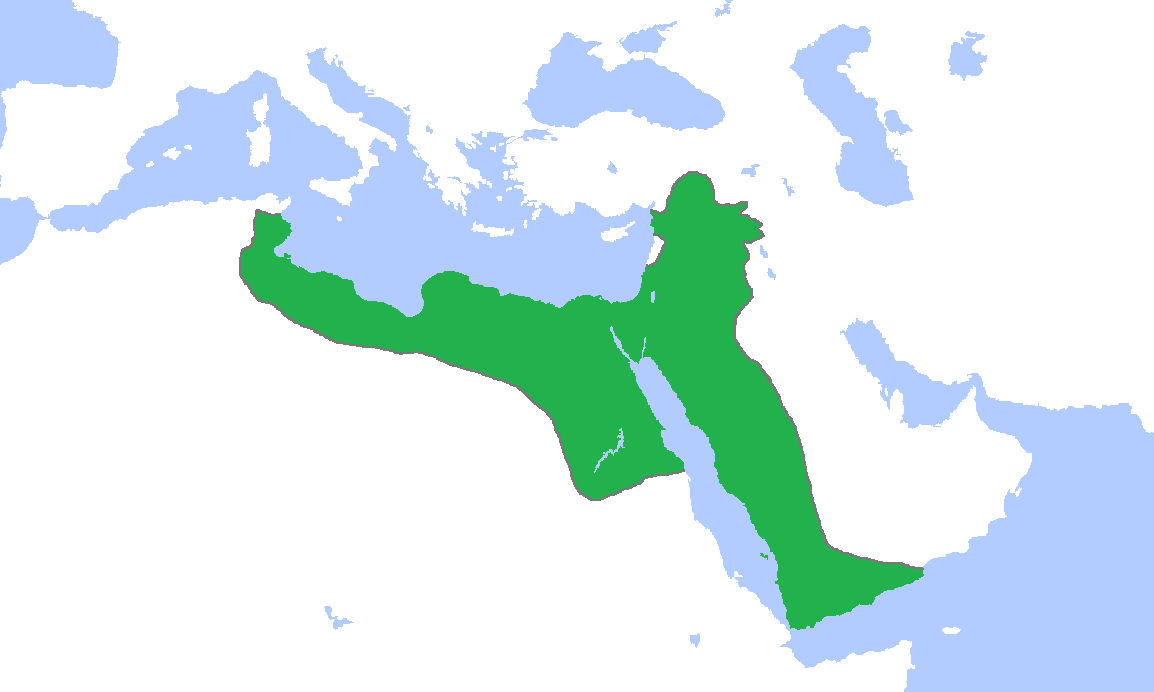
سلطنت ایوبیان در زمان مرگ سلطان صلاح‌الدین ایوبی در سال ۱۱۹۳

## شمال آفریقا

### پادشاهی الان‌ها و وندال‌ها

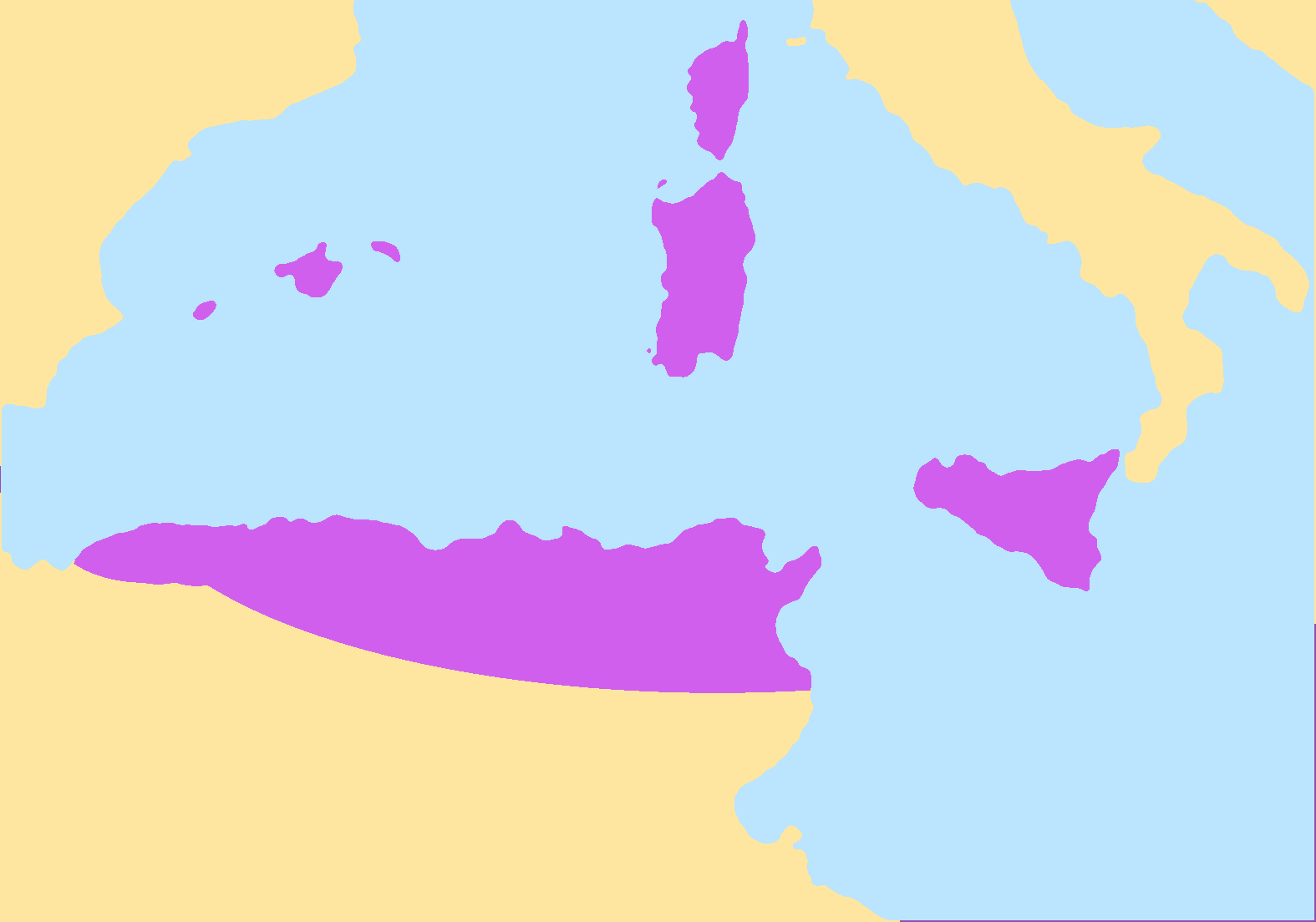
نهایت گستره حکومت پادشاهی الان‌ها و وندال‌ها

پادشاهی الان‌ها و وندال‌ها یکی از حکومت‌های بربر بود که به دست قوای مشترک الانان و وندال‌ها تشکیل شد و در کارتاژ از ۴۳۵م تا ۵۳۴م حکومت کرد.
وندال‌ها از مردمان ژرمنی بودند و اَلان‌ها از اقوام ایرانی‌تبار شمالی عهد باستان بودند.
نام الان صورتی از واژه آریا است.
بازمانده این قوم که در اوستیا در مرز روسیه و گرجستان زندگی می‌کنند قومیت و زبان خود را ایرون می‌نامند. حماسه نرت حماسه ملی مردمان ایرانی‌تبار قفقاز شمالی و مردمان بازماندۂ آلان است.
این سلسله با استقرار در شمال آفریقا خسارت بزرگی بر امپراتوری روم غربی وارد کرد، زیرا سرزمین‌های آفریقایی روم، مهمترین منبع تأمین کننده غلات امپراتوری بود.
علاوه بر سرزمین باستانی کارتاژ، جزایر بزرگ مدیترانه از جمله سیسیل، ساردنی و کورس را تحت حکومت داشتند.
این حکومت با حمله سپاهیان بیزانس و شکست الان‌ها به پایان رسید.

### سلسله رستمیان

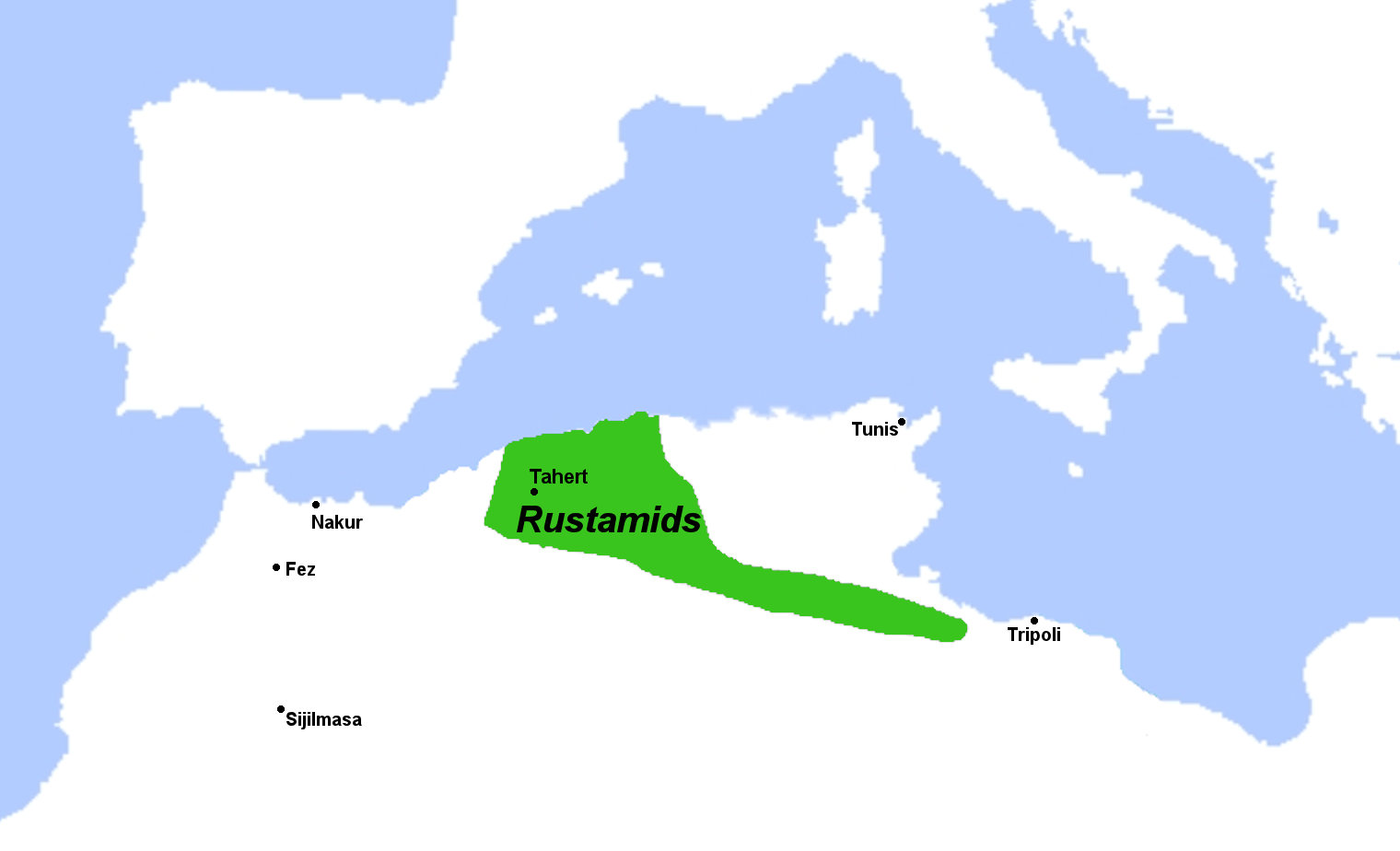
نهایت گستره حکومت سلسله رستمیان

رستمیان دودمانی ایرانی‌تبار از امامان خارجی اباضی مذهب بودند که از سرزمین فعلی عراق به شمال آفریقا مهاجرت و در شمال آفریقا به پایتختی تیارت (تاهَرت) الجزایر از ۷۷۷ تا ۹۰۹ میلادی یک حکومت اسلامی اباضی برپا نموده و قصد قیام و براندازی عباس طوطون حاکم طرابلس را داشتند رستمیان از حمایت آمازیغهای شمال آفریقا موسوم به نفوسیه برخوردار بودند. نام این دودمان از عبدالرحمن بن رستم بن بهرام بن سام بن کسری گرفته شده‌است.
عبدالرحمان بن رستم در شمال آفریقا از نیایی ایرانی به دنیا آمده و به اباضیه گرویده بود؛ و بدین سان حکومت در بین فرزندان عبدالرحمان باقی ماند. اباضیه پیشوا ماندن این خاندان را این‌گونه توجیه می‌کرد که چون ایشان از هیچ قبیله‌ای نیستند، به نفع هیچ‌کدام از قبیله‌ها تمایل پیدا نمی‌کنند.
رستمیان، محیط فرهنگی آزادی برای ادیان فراهم نموده بودند که در آن مسیحیان و مسلمانان غیر هم مذهب ایشان به راحتی زندگی می‌کردند.

### سلسله اغلبیان

نهایت گستره حکومت سلسله اغلبیان

اغلبیان که با عناوین بنی اغلب و اغالبه نیز شناخته می‌شوند (۹۰۹–۸۰۰ میلادی) دودمانی از امرای عرب مسلمان بود که در سرزمین‌های افریقیه و صقلیه فرمانروایی می‌کردند. آنها از تبار پدری خراسانی و از تبار مادری عرب بودند.
پدر ابراهیم ابن الاغلب یک سردار خراسانی بود که در ارتش عباسیان خدمت می‌کرد. در سال ۸۰۰م هارون‌الرشید فرمانروایی ایالت افریقیه را در برابر خراج سالانه ۴۰٬۰۰۰ دینار به ابراهیم واگذار کرد. البته این واگذاری به دلیل دوری فاصله شمال آفریقا از بغداد با خودمختاری بسیاری همراه بود. در زمان زیادةالله اول اغلبیان، سیسیل را که در تصرف بیزانس بود به‌دست آوردند. اغالبه ناوگان بزرگی ترتیب دادند که موجب پیروزی‌های آنها در مدیترانه گردید. فرمانروایان اغلبی به آبادانی کردن و ساختن بنا اشتیاق داشتند. زیادةالله اول مسجد برزگ قیروان را ساخت و احمد مسجد بزرگ تونس را تجدید بنا نمود. افزون بر این آثار بسیار برای آبیاری و کشاورزی در مناطق جنوب افریقیه که چندان حاصل‌خیز نبود، ساخته شد.

## شرق آفریقا

### امپراتوری زنگ

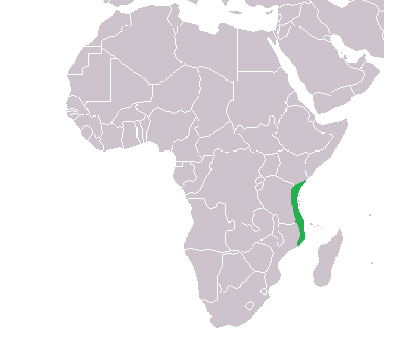
نهایت گستره امپراتوری زنگ

امپراتوری زنگ یا امپراتوری افروشیرازی، حکومتی در سواحل شرقی آفریقا بود که در قرن چهارم هجری توسط دریانوردان شیرازی بنانهاده‌شد. پایتخت این حکومت جزیره کیلوا کیسیوانی بود که در ۲۴۰ کیلومتری جنوب شهر امروزی دارالسلام واقع‌شده‌است. این سلسله از ۹۵۷م تا ۱۵۱۳م حکومت کردند.
رهبر شیرازی‌های مهاجر به جزایر شرق آفریقا، حاکم سابق ایالت شیراز، علی بن حسن شیرازی نام‌داشت. او در سال ۹۵۶م با هفت پسرش، علی، محمد، باشت، سلیمان، حسین و داوود در زنگبار، پمبه (پنبه)، تنگه، تومبتو و جزایر کومور ساکن شدند. گفته شده‌است که وی از خاندان ال بویه بوده‌است آنها یک فدراسیون در جزایر شرق آفریقا ایجاد کردند و محور تجارت آزاد میان موگادیشو در شمال و سوفالا در جنوب را شکل دادند. زنگبار به‌عنوان یک خط میانی بین موگادیشو و سوفالا بود که به شکل یک مرکز تجاری کالاها را به کشورهای خلیج‌فارس و هندوچین صادر می‌کرد. اغلب تجار ایرانی در دوره بادهای موسمی‌شمال شرق، از خلیج فارس به رنگبار می‌رفتند و از این منطقه دیدار می‌کردند. آنها با کشتیهای بزرگ چوبی که از ابتدا تا انتهایش به طورجذابی کنده‌کاری شده بود به زنگبار می‌رفتند و با خود ماهی‌خشک، فرش، نمک، چادر خرما وچرم می‌بردند. پارچه‌های آبی رنگ ایرانی در شرق آفریقا خریداران خوبی داشت.
تا سال ۱۴۹۸ و ورود پرتغالی‌ها، فرهنگ ایرانی و امپراتوری افروشیرازی در کیلوا و تمام سواحل شرقی از سومالی تا بندر موسی بن بیک در حد کمال بود و کیلوا به مرکز ثروتمندان تجارت طلا تبدیل شده بود. حکومت افروشیرازی منسجم‌ترین حکومت در سواحل شرق آفریقا تا آن دوره بوده‌است. از سومالی تا انتهای اقیانوس هند و سواحل امروزی آفریقای جنوبی تجار کیلوا داد و ستد داشتند.

## نگارخانه

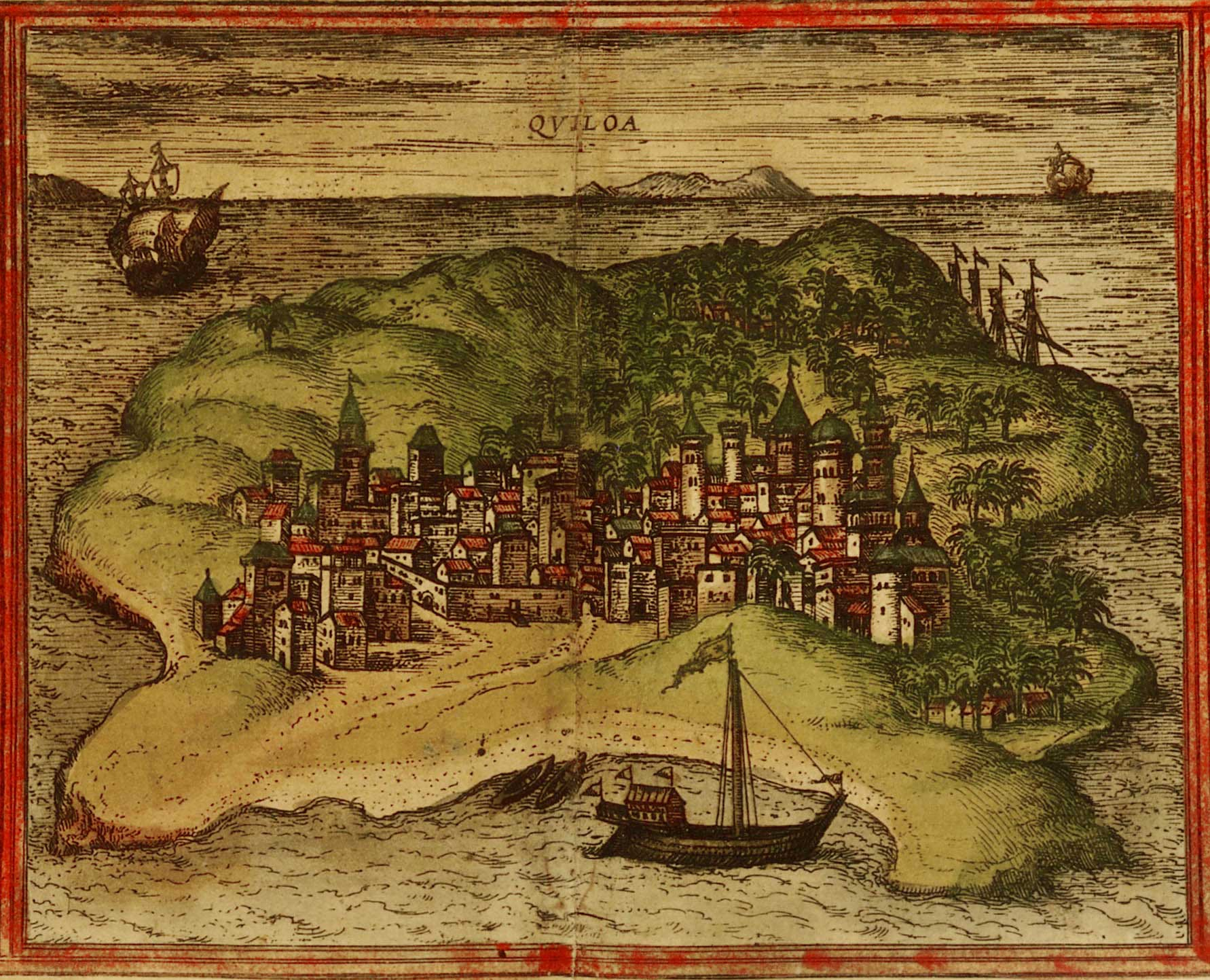
نقاشی شهر ثروتمند شیرازی کیلوا کیسیوانی توسط جرج بارون
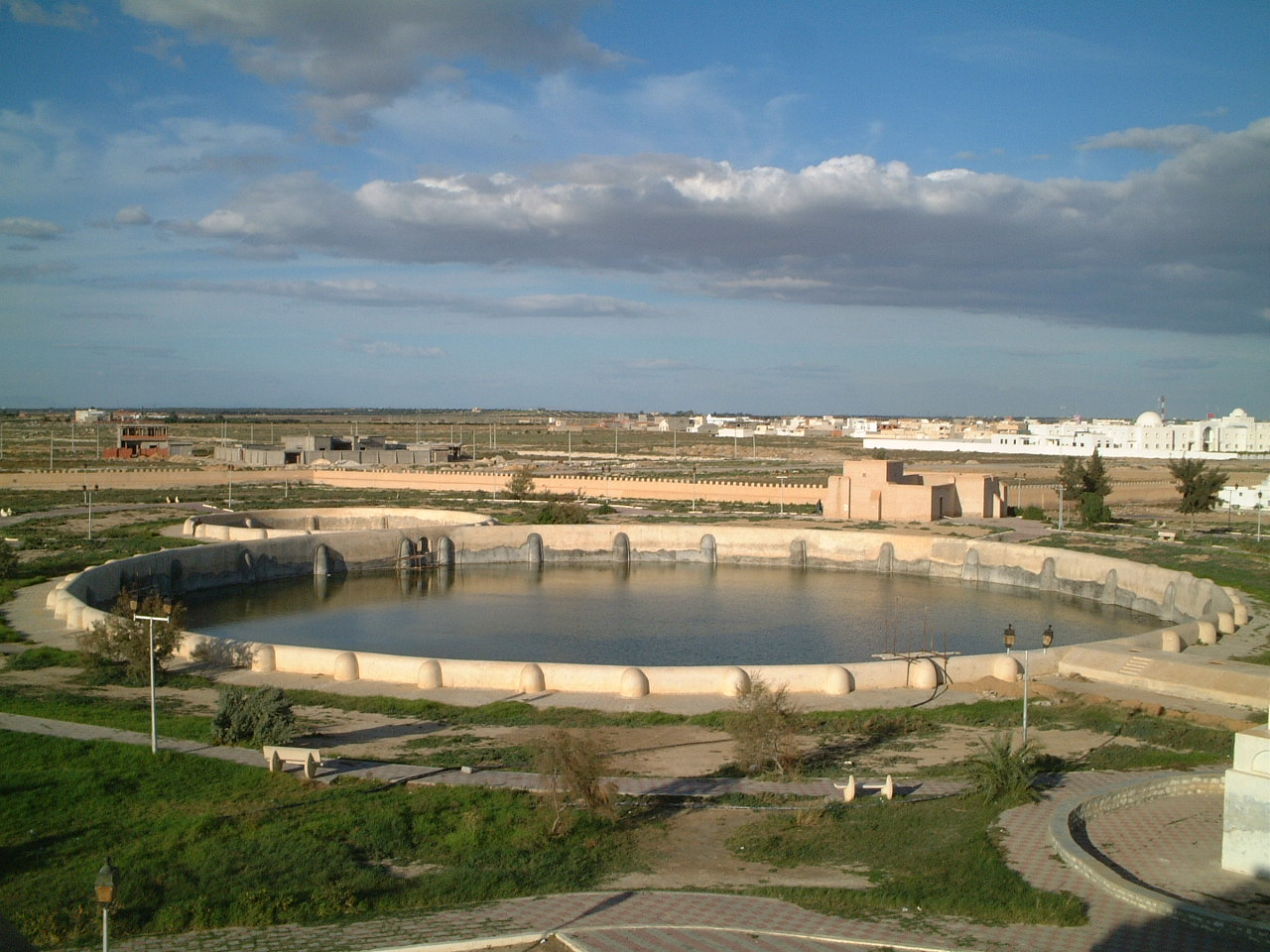
مخزن آب اغلبیان، قیروان
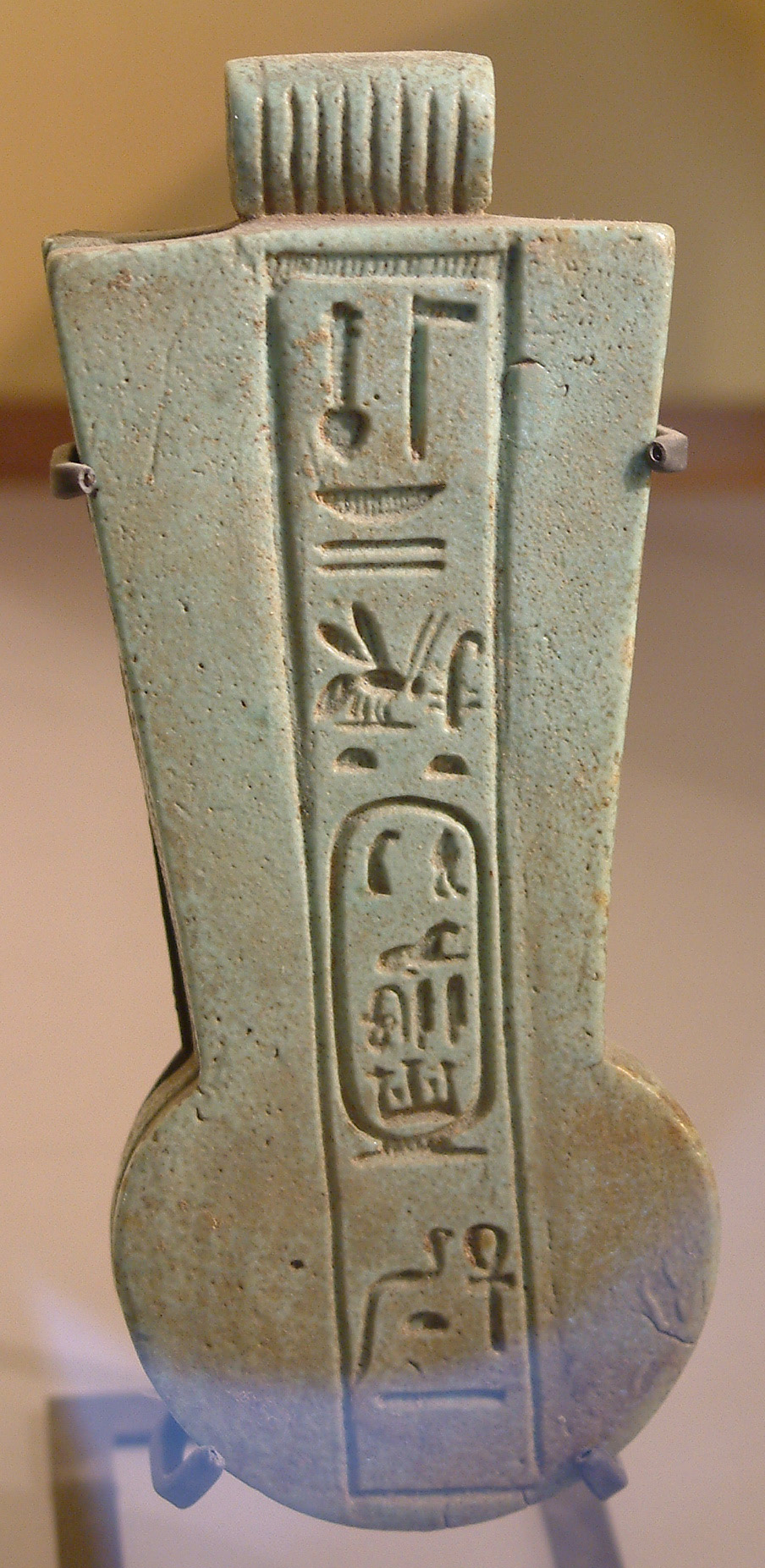
نشان سلطنتی داریوش بزرگ به زبان مصری
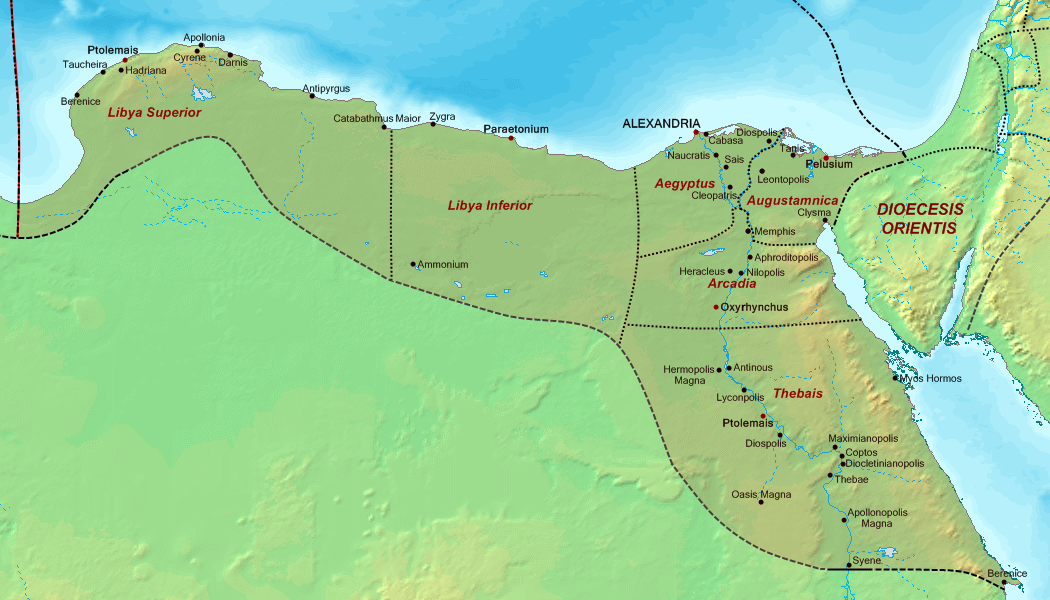
استان مصر در زمان ساسانیان